# (11106) 1995 UK3
(11106) 1995 UK3 est un astéroïde de la ceinture principale d'astéroïdes découvert en 1995.

## Description
(11106) 1995 UK3 a été découvert le 17 octobre 1995 à l'observatoire de Nachikatsuura au Japon, par Yoshisada Shimizu et Takeshi Urata.

### Caractéristiques orbitales
L'orbite de cet astéroïde est caractérisée par un demi-grand axe de 2,86 ua, un périhélie de 2,59 ua, une excentricité de 0,010 et une inclinaison de 14,34° par rapport à l'écliptique. Du fait de ces caractéristiques, à savoir un demi-grand axe compris entre 2 et 3,2 ua et un périhélie supérieur à 1,666 ua, il est classé, selon la JPL Small-Body Database, comme objet de la ceinture principale d'astéroïdes.

### Caractéristiques physiques
(11106) 1995 UK3 a une magnitude absolue (H) de 12,7 et un albédo estimé à 0,089.